# Stylochirus caucasicus
Stylochirus caucasicus är en spindeldjursart som beskrevs av Bregetova 1977. Stylochirus caucasicus ingår i släktet Stylochirus och familjen Ologamasidae. Inga underarter finns listade i Catalogue of Life.